# 天鹅门桥
天鹅门桥（德语：Schwanentorbrücke）是德国杜伊斯堡的一座垂直升降桥，横跨杜伊斯堡内港。天鹅门桥得名于13 和 14 世纪保护城墙的天鹅塔。 
这座桥于 1950 年完工，可以垂直升高，让货船进入内城，也可以降低，让汽车、火车和行人通过。